# Rożdżały (Grande-Pologne)
Pour les articles homonymes, voir Rożdżały.
Rożdżały est une localité polonaise de la gmina d'Opatówek, située dans le powiat de Kalisz en voïvodie de Grande-Pologne.